# Buntu Pane (plaats)
Buntu Pane is een bestuurslaag in het regentschap Asahan van de provincie Noord-Sumatra, Indonesië. Buntu Pane telt 3590 inwoners (volkstelling 2010).